# Calle Halfvarsson
Carl-Christian (Calle) Halfvarsson (Sågmyra, 17 maart 1989) is een Zweedse langlaufer. Hij vertegenwoordigde zijn vaderland op de Olympische Winterspelen 2014 in Sotsji en op de Olympische Winterspelen 2018 in Pyeongchang.

## Carrière
Halfvarsson maakte zijn wereldbekerdebuut in maart 2009 in Falun. In november 2010 scoorde de Zweed in Kuusamo zijn eerste wereldbekerpunten, twee maanden later eindigde hij in Liberec voor de eerste maal in de toptien van een wereldbekerwedstrijd. Op de wereldkampioenschappen langlaufen 2013 in Val di Fiemme eindigde Halfvarsson als zesde op de 15 kilometer vrije stijl, op zowel de sprint als de 30 kilometer skiatlon eindigde hij op de zevende plaats. Samen met Daniel Richardsson, Johan Olsson en Marcus Hellner veroverde hij de zilveren medaille op de estafette. Op 29 december 2013 boekte hij in Oberhof zijn eerste wereldbekerzege. Tijdens de Olympische Winterspelen van 2014 in Sotsji eindigde de Zweed als zeventiende op de sprint.
In Falun nam Halfvarsson deel aan de wereldkampioenschappen langlaufen 2015. Op dit toernooi eindigde hij als zesde op de 30 kilometer skiatlon, als dertiende op de sprint, als 24e op de 50 kilometer klassieke stijl en als 49e op de 15 kilometer vrije stijl. Op de estafette sleepte hij samen met Daniel Richardsson, Johan Olsson en Marcus Hellner de zilveren medaille in de wacht, samen met Teodor Peterson eindigde hij als negende op het onderdeel teamsprint. Op de wereldkampioenschappen langlaufen 2017 in Lahti eindigde hij als negende op de sprint, als tiende op de 15 kilometer klassieke stijl en als twintigste op de 30 kilometer skiatlon. Op de estafette legde hij samen met Daniel Rickardsson, Johan Olsson en Marcus Hellner beslag op de bronzen medaille. Tijdens de Olympische Winterspelen van 2018 in Pyeongchang eindigde de Zweed als negende op de 15 kilometer vrije stijl en als dertiende op de sprint. Samen met Marcus Hellner eindigde hij als vierde op het onderdeel teamsprint, samen met Jens Burman, Daniel Rickardsson en Marcus Hellner eindigde hij als vijfde op de estafette.
In Seefeld nam Halfvarsson deel aan de wereldkampioenschappen langlaufen 2019. Op dit toernooi eindigde hij als zesde op de 50 kilometer vrije stijl, als zestiende op de 15 kilometer klassieke stijl en als 21e op de sprint. Op de teamsprint eindigde hij samen met Oskar Svensson op de vierde plaats, samen met Oskar Svensson, Jens Burman en Viktor Thorn eindigde hij als vijfde op de estafette. Op de wereldkampioenschappen langlaufen 2021 in Oberstdorf startte hij enkel op de 30 kilometer skiatlon, hij wist echter niet te finishen op dit onderdeel.

## Resultaten

### Olympische Spelen
| Jaar | Plaats      | Resultaten |
| ---- | ----------- | --- |
| 2014 | Sotsji      | 17e Sprint (vrije stijl) |
| 2018 | Pyeongchang | 13e Sprint (klassieke stijl) 9e 15 km vrije stijl DNF 30 km skiatlon DNF 50 km klassieke stijl 4e Teamsprint (vrije stijl) 5e 4×10 km estafette |

### Wereldkampioenschappen
| Jaar | Plaats        | Resultaten |
| ---- | ------------- | --- |
| 2013 | Val di Fiemme | 7e Sprint (klassieke stijl) · 6e 15 km vrije stijl · 7e 30 km skiatlon · 4x10 km estafette                                                             |
| 2015 | Falun         | 13e Sprint (klassieke stijl) · 49e 15 km vrije stijl · 6e 30 km skiatlon · 24e 50 km klassieke stijl · 9e Teamsprint (vrije stijl) · 4x10 km estafette |
| 2017 | Lahti         | 9e Sprint (vrije stijl) · 10e 15 km klassieke stijl · 20e 30 km skiatlon · 4x10 km estafette                                                           |
| 2019 | Seefeld       | 21e Sprint (vrije stijl) 16e 15 km klassieke stijl 6e 50 km vrije stijl 4e Teamsprint (klassieke stijl) 5e 4×10 km estafette                           |
| 2021 | Oberstdorf    | DNF 30 km skiatlon |

### Wereldbeker
| Legenda | Legenda            |
| ------- | ------------------ |
| TdS     | Tour de Ski        |
| NO      | Nordic Opening     |
| LT      | Lillehammer Triple |
| RT      | Ruka Triple        |
| WBF     | Wereldbekerfinale  |
| STC     | Ski Tour Canada    |
| ST      | Ski Tour           |

Eindklasseringen
| Seizoen   | Algm  | DI  | SP  | TdS   |
| --------- | ----- | --- | --- | ----- |
| 2010/2011 | 61e   | 82e | 29e | -     |
| 2011/2012 | 47e   | 37e | 51e | -     |
| 2012/2013 | 15e   | 18e | 20e | 14e   |
| 2013/2014 | 5e    | 17e | 11e | 8e    |
| 2014/2015 | Brons | 4e  | 11e | Brons |
| 2015/2016 | 80e   | 82e | 49e | -     |
| 2016/2017 | 21e   | 22e | 14e | -     |
| 2017/2018 | 13e   | 23e | 10e | DNF   |
| 2018/2019 | 15e   | 21e | 15e | 16e   |
| 2019/2020 | 19e   | 22e | 17e | 15e   |
| 2020/2021 | 74e   | 51e | 91e | DNF   |

Wereldbekerzeges
| Datum            | Plaats      | Onderdeel                |
| ---------------- | ----------- | ------------------------ |
| 29 december 2013 | Oberhof     | Sprint (vrije stijl) TdS |
| 2 december 2016  | Lillehammer | Sprint (klassieke stijl) |
| 3 december 2016  | Lillehammer | 10 km vrije stijl        |